# Heinrich Vogel
Heinrich Vogel (né le 9 avril 1902 - mort le 26 décembre 1989) était un théologien protestant, poète de textes et chansons sacrés et compositeur de nombreux motets et musique de chambre,,. Il a étudié la théologie à l'université de Berlin et à l'université d'Iéna. En 1927, il devint ministre de l'Église protestante de l'ancienne Union prussienne à Oderberg.
Peu de temps après la prise de pouvoir nazie en Allemagne, Vogel a rejoint l'Église confessante, le mouvement des protestants s'opposant à la falsification des croyances protestantes par les soi-disant chrétiens allemands soumis aux nazis. Vogel a mis en place des administrations religieuses indépendantes parallèles à celles des dénominations régionales protestantes sous la dominance des chrétiens allemands (soi-disant destroyed churches (de)) et a été élu membre du Synode de confession protestante à l'échelle de l'Allemagne et du Synode de confession de l'ancienne Union prussienne. Sans compromis, il a combattu les chrétiens allemands et s'est engagé dans l'opposition contre l'État nazi. En 1935, il devient professeur au Collège ecclésiastique clandestin interdit (Kirchliche Hochschule) à Berlin et en est le directeur entre 1937 et 1941. Au cours de ces années, il a été arrêté à plusieurs reprises et a été interdit d'écrire et de publier en 1941.
Il a été professeur de théologie systématique à l'université Humboldt de Berlin-Est en 1948 et cofondateur de la Christian Peace Conference (CFK). Sa méthode théologique était la théologie christocentrique des mots (christozentrische Worttheologie). Vogel est marié depuis 1928 avec sa femme Irmgard (décédée en 1980), avec qui il a eu sept enfants.